# Kerstin Kowalski
Kerstin Kowalski (25 gennaio 1976) è un'ex canottiera tedesca.

## Palmarès

### Olimpiadi
- 2 medaglie:
  - 2 ori (Sydney 2000 nel quattro di coppia; Atene 2004 nel quattro di coppia)

### Mondiali
- 4 medaglie:
  - 3 ori (St. Catharines 1999 nel quattro di coppia; Lucerna 2001 nel due di coppia; Siviglia 2002 nel quattro di coppia)
  - 1 bronzo (Milano 2003 nel quattro di coppia)